# Milord
Ne doit pas être confondu avec Milford.

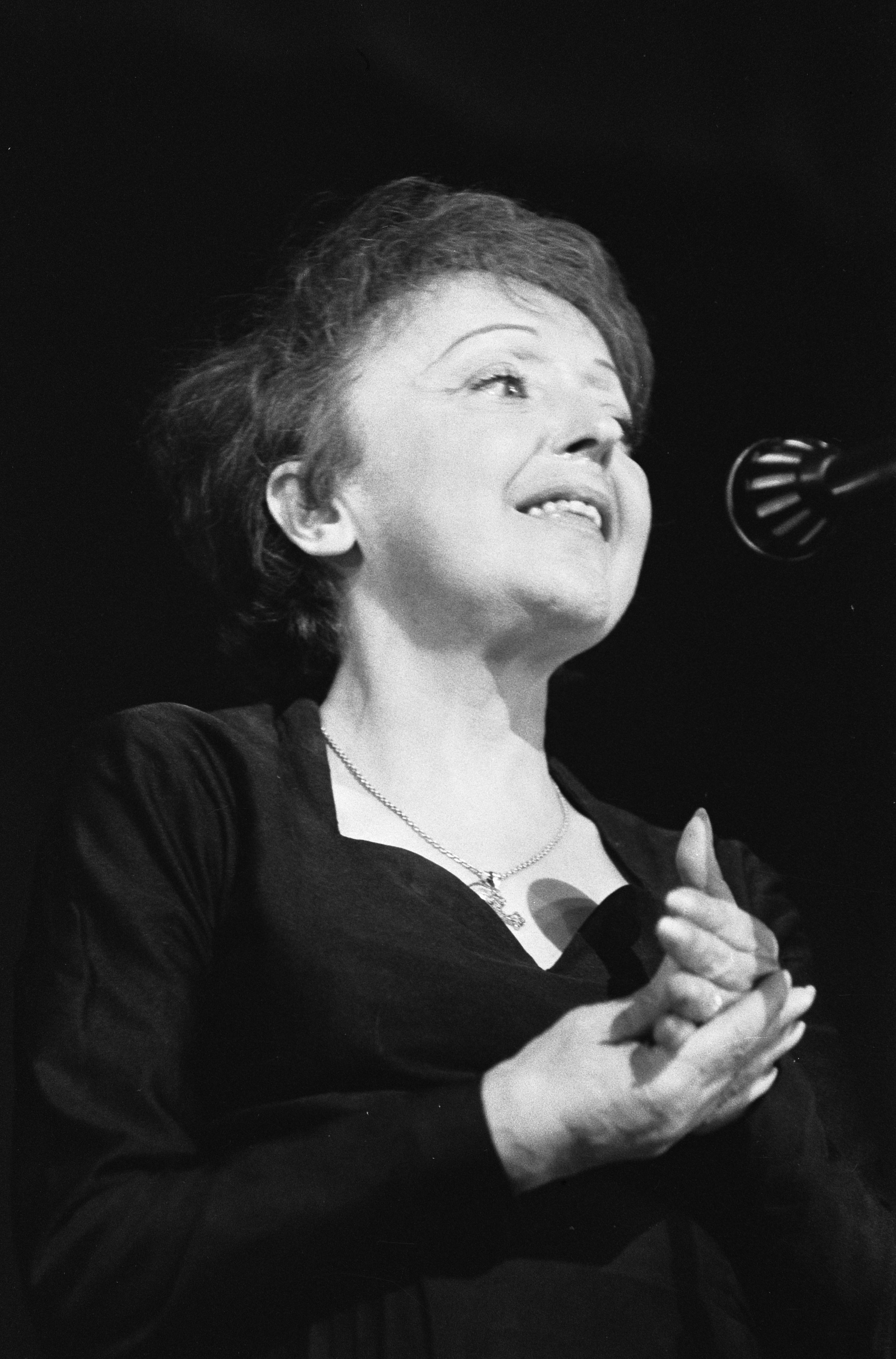
Édith Piaf en 1962.

Milord est une chanson du répertoire d'Édith Piaf, en 1959. Cette chanson est un des plus grands succès internationaux de la chanteuse. Sa version parvint à se classer dans les hit-parades de 11 pays. 

## Historique
Les paroles sont de Georges Moustaki, jeune artiste de 24/25 ans à l'époque ayant une relation amoureuse avec Piaf,, et la musique de Marguerite Monnot. La chanson parle de la rencontre d'une prostituée avec un client riche en mal d'amour.
En France, le titre, chanté par Édith Piaf à partir de 1959 et popularisé grâce à ses tours de chant, rencontre le succès.
Aux Pays-Bas une version néerlandaise d'une chanteuse néerlandaise, Corry Brokken, avec le même titre, provoque des controverses en 1960, du fait de l'usage du thème de la prostitution, mais se place aussi en tête des hits-parades,.

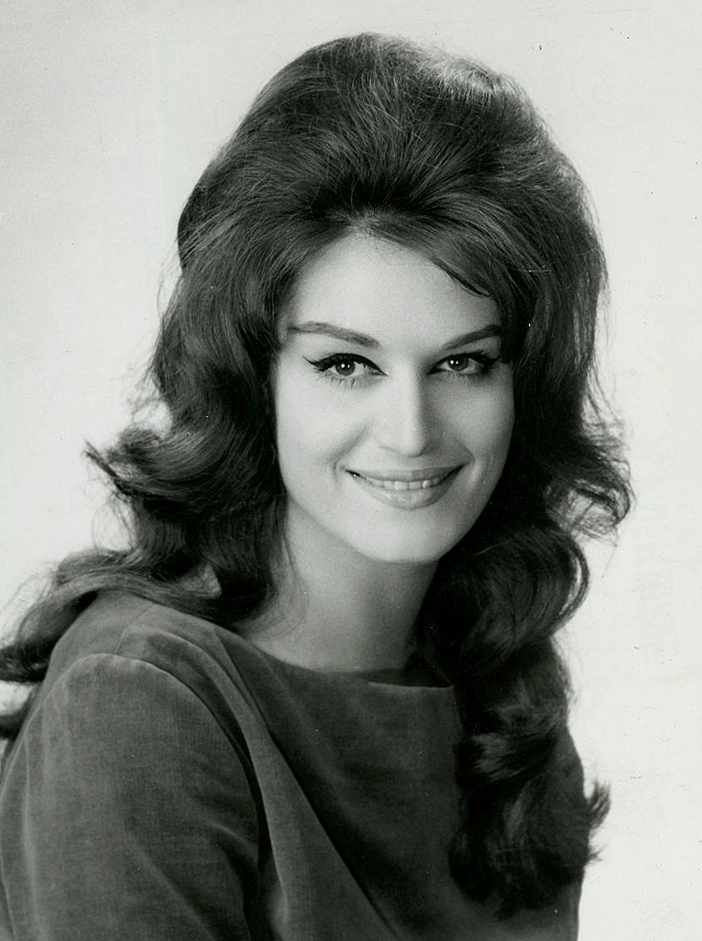
Dalida en 1961.

## Version de Dalida
Dalida adapte la chanson en plusieurs langues (allemand, anglais et italien). Sa version parvient à se classer n°1 des ventes en Allemagne et en Autriche ainsi que n°8 en Italie. 

## Reprises
- Bobby Darin sur son album Winners de 1964.
- Georges Moustaki ( parolier initial qui en laisse l'interprêtation à Édith Piaf, et ne le chante à son tour que dans les années 2000 )
- Milva
- Isabella Fedeli (1960)
- Mireille Mathieu sur son album Mireille Mathieu chante Piaf de 1993, 2003 et 2012.
- Patricia Kaas sur son album Kaas chante Piaf de 2012.
- In-Grid sur son album La vie en rose de 2004.
- Cher sur l'album The Sonny Side of Chér (en) en 1966 et en anglais.
- Das rote Pferd, Mallorca Cowboys feat. Markus Becker

## Dans la culture
On retrouve la chanson Milord dans le film Sans plus attendre (The Bucket List) avec Jack Nicholson et Morgan Freeman, sorti en 2008.On la retrouve également dans Nous trois ou rien de Kheiron sorti en 2015.

## Classement hebdomadaire

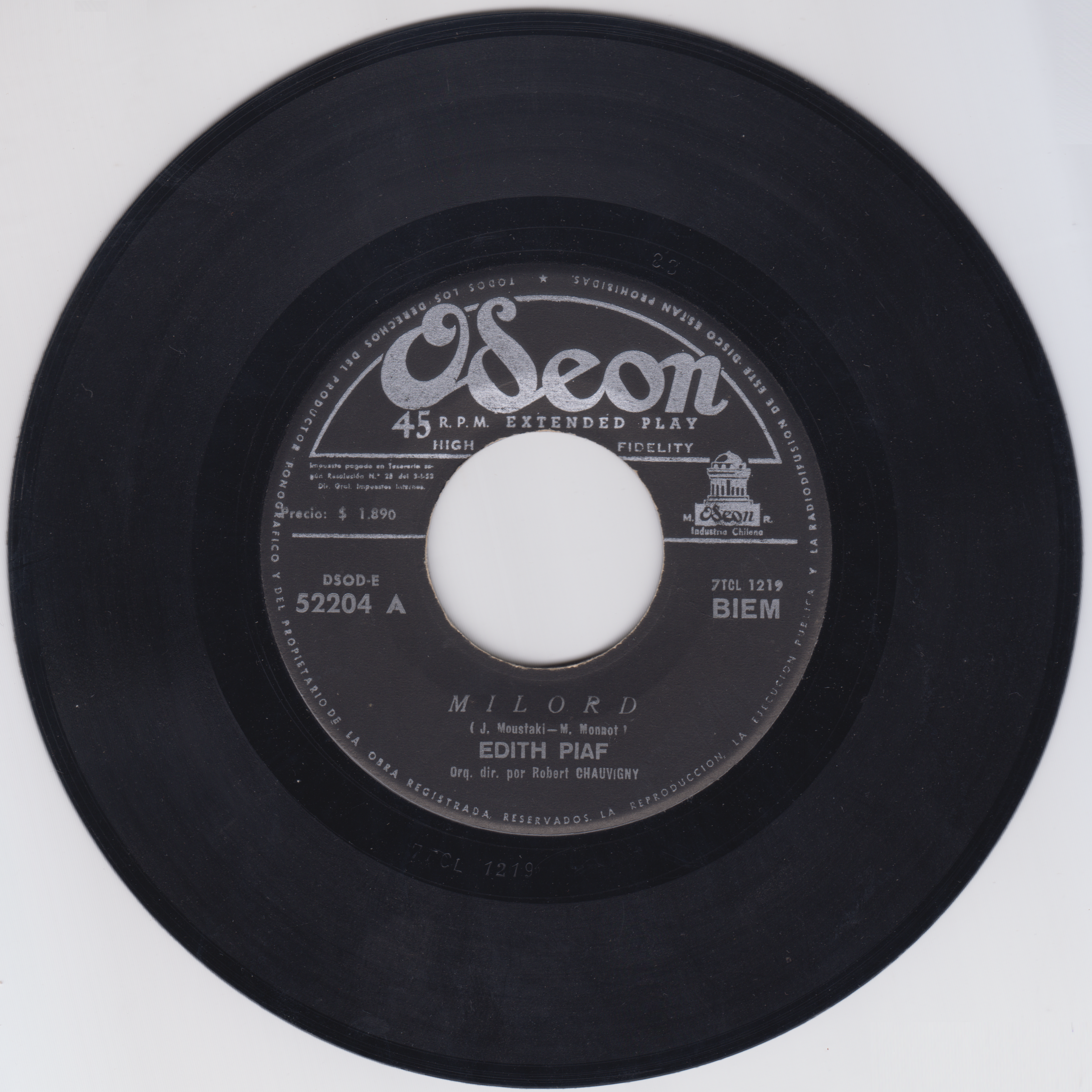
Single chilien, d'Odeon.

| Classement d'Édith Piaf (1959-1961) | Meilleure position |
| ----------------------------------- | ------------------ |
| Allemagne                           | 1                  |
| Autriche                            | 1                  |
| Québec                              | 2                  |
| France                              | 3                  |
| Wallonie                            | 3                  |
| Région flamande                     | 5                  |
| Norvège                             | 6                  |
| Australie                           | 6                  |
| Italie                              | 11                 |
| Espagne                             | 14                 |
| Royaume-Uni                         | 24                 |
| États-Unis                          | 88                 |

| Classement de Dalida (1959-1960) | Meilleure position |
| -------------------------------- | ------------------ |
| Allemagne                        | 1                  |
| Autriche                         | 1                  |
| Italie                           | 8                  |